# Rolf Holtfort
Rolf Holtfort (geb. im März 1938; gest. 2009) war ein deutscher Jurist. Er galt als „Nazi-Jäger“.

## Lebensweg
Holtfort war zunächst als Finanzbeamter tätig. 1962 holte er das Abitur nach und studierte anschließend Rechtswissenschaft. Während seines Studiums besuchte er mehrere Gerichtsverhandlungen gegen nationalsozialistische Straftäter. Holtfort erlebte dort, mit welcher Dreistigkeit sich manche Beschuldigten herauszureden versuchten. Nach seinem zweiten juristischen Staatsexamen wurde Holtfort im Jahr 1973 Staatsanwalt und ließ sich alsbald an die im Jahr 1960 gegründete Kölner Zentralstelle für die Verfolgung nationalsozialistischer Massenverbrechen versetzen. Seit April 1975 war Holtfort als Dezernent der Zentralstelle in Köln mit der Bearbeitung der Ermittlungsverfahren zur „Endlösung der Judenfrage“ in Frankreich befasst.

### Das Verfahren gegen Kurt Lischka, Ernst Heinrichsohn und Herbert Hagen
Zwischen dem 24. Oktober 1979 und dem 11. Februar 1980 standen in Köln wegen ihrer Beteiligung am Holocaust in Frankreich die drei ehemaligen SS-Führer Kurt Lischka, Ernst Heinrichsohn und Herbert Martin Hagen vor Gericht. Ihre Anklage hatte der Staatsanwalt Rolf Holtfort vorbereitet und verfasst. Die Kölner 15. Große Strafkammer verurteilte die Angeklagten nach nur vier Monaten Verfahrensdauer wegen Beihilfe zum Mord an den aus Frankreich verschleppten Juden zu hohen Freiheitsstrafen. Der Vorsitzende Richter im „Lischka-Prozess“ war Heinz Fassbender. Der frühere SS-Sturmbannführer Herbert Hagen wurde zu zwölf Jahren, der Ex-Obersturmbannführer Kurt Lischka zu zehn Jahren und der ehemalige SS-Unterscharführer Ernst Heinrichsohn zu sechs Jahren Haft verurteilt.
Holtfort hatte jedoch nicht nur gegen Lischka, Heinrichsohn und Hagen ermittelt, sondern gegen insgesamt 200 Personen.

### Das Verfahren gegen Walter Nährich, Rudolf Bilfinger, Friedrich Merdsche, Heinrich Illers und Hans-Dietrich Ernst
Zwölf dieser Beschuldigten wollte er in einem zweiten Prozess vor Gericht bringen. Hauptangeklagter sollte der in Köln lebende Regierungsrat a. D. Walter Nährich sein. Neben ihm hätten sich unter anderem die Juristen Rudolf Bilfinger, Friedrich Merdsche, Heinrich Illers und Hans-Dietrich Ernst vor Gericht verantworten müssen. Illers war in Paris Stellvertreter des rechtskräftig verurteilten Kurt Lischka gewesen, während Bilfinger in Toulouse, Merdsche in Orléans und Ernst in Angers als Kommandanten des Sicherheitsdienstes für die Judendeportationen mitverantwortlich waren.
Holtforts Vorgesetzter, der Staatsanwalt Werner Pfromm, wies Holtfort unmittelbar nach Abschluss des Lischka-Prozesses telefonisch an, nur gegen diejenigen mutmaßlichen Beteiligten an der Judenverfolgung in Frankreich weiter zu ermitteln, die im Raum Köln/Bonn lebten. Alle anderen Fälle habe Holfort an die örtlich zuständigen Staatsanwaltschaften abzugeben. Die Verfahren gegen Hans-Dietrich Ernst, inzwischen Rechtsanwalt und Notar, Friedrich Merdsche, inzwischen vorsitzender Richter einer Kammer für Handelssachen am Landgericht Frankfurt am Main, und Rudolf Bilfinger, inzwischen Oberverwaltungsgerichtsrat am Verwaltungsgerichtshof Baden-Württemberg in Mannheim, wurden von den nun zuständigen Orts-Staatsanwaltschaften „aus Mangel an Beweisen“ eingestellt. Der Prozess gegen Heinrich Illers, inzwischen Senatspräsident am Landessozialgericht Niedersachsen in Celle, endete aufgrund seiner altersbedingten Verhandlungsunfähigkeit. Das Verfahren gegen Nährich, der für die Deportation von 523 Juden verantwortlich gewesen sein soll, musste eingestellt werden, weil ihm ein Gutachten „irreversiblen Altersabbau“ bescheinigte.

### Das Verfahren gegen Modest Graf von Korff
Im April 1985 begann der Prozess gegen den ehemaligen SS-Hauptsturmführer und pensionierten Ministerialrat im Bundeswirtschaftsministerium Modest Graf von Korff vor dem Schwurgericht Bonn. Korff sollte ursprünglich zusammen mit dem bereits erwähnten ehemaligen SS-Hauptsturmführer und Regierungsrat a. D. Dr. Walter Nährich angeklagt werden, ferner mit Dr. Richard-Wilhelm Freise, ehemaliger SS-Hauptsturmführer und Landesverwaltungsrat, sowie mit Rolf Bilarz, ebenfalls ehemaliger SS-Hauptsturmführer und Journalist. Freise hatte jedoch bereits im August 1983 Suizid begangen und in seinem Abschiedsbrief seine Unschuld beteuert. Der damals 75-jährige Bilarz, angeklagt wegen der Deportation von 388 Juden, starb einige Monate später.
Laut Anklageschrift waren unter der Regie des früheren SS-Kommandant Graf von Korff in den Jahren 1942 und 1943 220 Juden von Frankreich nach Auschwitz deportiert und dort vergast worden. Korff hatte in dem Gerichtsverfahren behauptet, in dem Glauben gehandelt zu haben, die französischen Juden würden im Osten bei Straßenbauarbeiten eingesetzt werden. Aus der Tatsache, dass von Korff auch Greise, Schwerkranke und Säuglinge deportieren ließ, folgerte Holtfort jedoch, dass der Angeklagte das wahre Ziel, nämlich die Vernichtung der Juden in Auschwitz, gekannt habe und damit der Beihilfe zum Mord überführt sei. Er forderte sechs Jahre Haft für von Korff. Das Bonner Schwurgericht unter dem Vorsitz des Richters Martin Lickfett sprach Korff jedoch frei. In der mündlichen Verhandlung stellte Lickfett klar: „Es ist nicht unsere Aufgabe, die Vergangenheit zu bewältigen, sondern die Schuld eines einzigen Angeklagten zu prüfen“, und eine Schuld des Angeklagten im Sinne der Anklage habe der Prozess nicht mit der für eine Verurteilung erforderlichen Sicherheit ergeben. Auch bei scheußlichen Verbrechen gelte der Grundsatz: Im Zweifel für den Angeklagten.

### Das Verfahren gegen Alois Brunner; Holtforts Versetzung
Holtfort konnte auf Antrag Serge Klarsfelds am 10. Oktober 1984 einen Haftbefehl gegen Alois Brunner beim Amtsgericht Köln erwirken. Brunner war SS-Hauptsturmführer und einer der wichtigsten Mitarbeiter Adolf Eichmanns bei der Vernichtung der europäischen Juden. Holtfort erreichte, dass die Bundesregierung in Damaskus (Syrien) einen förmlichen Auslieferungsantrag für Alois Brunner stellte.
Weiter kam Holtfort in dem Verfahren gegen Alois Brunner jedoch nicht, denn Holtforts übernächster Vorgesetzter, der Generalstaatsanwalt Werner Pfromm, erwirkte, dass Holtfort nach 13 Jahren bei der Kölner Zentralstelle für die Bearbeitung von nationalsozialistischen Massenverbrechen in Konzentrationslagern innerhalb einer Woche an eine Jugendstrafkammer versetzt wurde. Über seine Versetzung informiert hat Holtfort sein nächster Vorgesetzter, der Oberstaatsanwalt Hans-Joachim Röseler.
Holtfort selbst vermutete, dass seine plötzliche Versetzung darauf zurückzuführen sein könnte, dass der NS-Verbrecher Alois Brunner als Informant des Bundesnachrichtendienstes (BND) unter dessen Schutz stand. Die Bundesregierung bestritt, dass Brunner Mitarbeiter des BND war. Unstrittig ist, dass der Bundesnachrichtendienst bereits Ende der 1950er Jahre Kenntnis vom Aufenthalt Alois Brunners in der syrischen Hauptstadt Damaskus hatte.

### Das Verfahren gegen Klaus Barbie
Im Juli 1987 wurde der ehemalige Gestapo-Chef Klaus Barbie, der sich über 30 Jahre lang in Bolivien versteckt hielt, in Lyon wegen Verbrechen gegen die Menschlichkeit zu lebenslanger Haft verurteilt. Bis zuletzt bestritt der frühere SS-Offizier Barbie, 1944 befohlen zu haben, dass ein jüdisches Kinderheim in Izieu, Département Ain, geräumt und die 44 dort lebenden Mädchen und Jungen in ein Konzentrationslager verschleppt werden. Holtfort, der bei dem französischen Gerichtsverfahren in Lyon als Zeuge aussagte, konnte nachweisen, dass es sich bei dem von Barbie unterschriebenen Dokument um ein authentisches Schriftstück und nicht – wie dessen Verteidigung behauptete – um eine Fälschung handelte. Holtfort trug durch seine Zeugenaussage maßgeblich zur Überführung und Verurteilung Barbies bei.

### Das Verfahren gegen Maurice Papon
1998 wurde Holtfort als Zeuge im Prozess in Bordeaux gegen den französischen Ex-Politiker Maurice Papon geladen. Papon, ein Funktionär des mit den Nazis kollaborierenden Vichy-Regimes, half von 1942 bis 1944, Juden aus Frankreich nach Auschwitz zu deportieren. Mit Hilfe des deutschen Staatsanwalts Holtfort sollte dem Papon mehr als 50 Jahre später nachgewiesen werden, dass er wusste, was den Juden dort drohte.
Erkenntnisse über die Beteiligung von Franzosen an Nazi-Verbrechen waren in Frankreich jedoch nur bedingt erwünscht, weil sie das Wunschbild einer im Widerstand gegen Hitler geeinten französischen Nation störten. Am Morgen vor Holtforts geplanter Zeugenaussage wurde ein Zettel unter Holtforts Hotelzimmertür durchgeschoben: „Vichy ist am Leben. Keine deutschen Zeugen. Wenn Sie reden, ist das der Tod.“ Holtfort nahm die Drohung ernst und reiste nach Deutschland zurück, ohne gegen Papon ausgesagt zu haben.
Zwei Wochen danach wollte Holtfort erneut nach Bordeaux zu dem Prozess gegen Papon fliegen. Daran hindert ihn jedoch ein Fahrradunfall seines Sohnes Christian, damals 26 Jahre alt und Assistent an der Uni Kaiserslautern, der mit seinem Mountainbike so schwer gestürzt war, dass er zwei Tage darauf an seinen Kopfverletzungen starb. Am Mountainbike von Christian Holtfort hatte sich während der Fahrt das Vorderrad gelöst. Wie ein Gutachter später feststellte, waren sowohl Vorder- als auch Hinterrad nicht ordnungsgemäß befestigt. Es wurde jedoch nicht abschließend geklärt, ob Christian Holtfort, der das Rad kurz zuvor gekauft und zusammengebaut hat, den Montagefehler selbst verursacht hatte. Sein Vater Rolf Holtfort glaubte nicht daran; er ging davon aus, dass Anhänger von Papon das Fahrrad seines Sohnes manipuliert hätten, um seine, Rolf Holtforts, belastende Zeugenaussage gegen Papon zu verhindern. Papon wurde ungeachtet dessen wegen Beihilfe zu Verbrechen gegen die Menschlichkeit zu zehn Jahren Haft verurteilt, von denen er drei Jahre tatsächlich verbüßte.

### Die Ermittlungen gegen Rolf Holtfort
Ab dem 24. Oktober 2000 wurde gegen den Staatsanwalt Rolf Holtfort ermittelt. Diese Ermittlungen ausgelöst hatte die Anfrage die Mutter einer jungen Ladendiebin bei der Kölner Polizei. Holtfort hatte die Diebin und zwei ihrer Freundinnen aufgefordert, ihm je 100 Mark aushändigen, und zwar in bar und ohne Quittung, dann werde er die Strafverfahren gegen sie einstellen. Holtforts Büro wurde von mehreren Beamten der Kriminalpolizei durchsucht und er selbst kurz darauf vom Dienst suspendiert. Die Polizei sichtete im Auftrag der Bonner Staatsanwaltschaft Tausende Akten, die Holtfort in den vergangenen Jahren bearbeitet hatte, und vernahm Hunderte Jugendliche, die mit Holtfort Kontakt hatten, mehrere davon stundenlang. Bald konnte belegt werden, dass Holtfort in mehr als 50 Fällen von jungen Delinquenten – etwa Kaufhausdieben, Verkehrssündern, Haschischrauchern – meist zwischen 100 und 300 Mark kassiert hatte. Im Gegenzug stellte er die Verfahren ein, laut Holtforts Akten angeblich „ohne Auflage“. Nach Schätzung der Ermittler dürfte Holtfort auf diese Weise insgesamt zwischen 10.000 und 20.000 Mark eingenommen haben. Das unkorrekte Abkassieren der Jugendlichen gestand Holtfort ein, behauptete jedoch, die Beträge nicht für sich ausgegeben, sondern jeweils an karitative Einrichtungen überwiesen zu haben, jedoch anonym und ohne die Belege aufzuheben. Holtfort räumte zwar ein, damit einen großen Fehler begangen zu haben; erklären wollte – oder konnte – der Jurist sein illegales Verhalten jedoch nicht. Holtfort wurde unter Kürzung seiner Bezüge in den Ruhestand versetzt.
Der herzkranke Holtfort verstarb im Jahr 2009.

### Ermittlungen gegen den Gestapo-Chef von Annemasse
Auf Holtforts Schreibtisch fand man eine bereits 1962 in Ludwigsburg angelegte Ermittlungsakte mit dem Betreff: „Tötung jüdischer Kinder in Annemasse“. Sie enthielt Unterlagen aus der Zentralen Stelle der Landesjustizverwaltungen Ludwigsburg zur Aufklärung nationalsozialistischer Verbrechen. Holtfort hätte diese Akte längst abgeben müssen, zumal die Ermittlungen in diesem Fall eingestellt worden waren. Holtfort konnte wissen, dass die Akte tatsächlich nicht die Tötung jüdischer Kinder betraf, denn die genannten Kinder waren zwar 1944 bei einem Fluchtversuch an der französisch-schweizerischen Grenze nahe Annemasse festgenommen worden, hatten aber überlebt. Die in Holtforts Nachlass vorgefundene Akte endet mit einem Vermerk, den Holtforts im Jahr 1976 nach Rücksprache mit seinem Vorgesetzten angelegt hatte und in dem es hieß: „Weitere Erkenntnisse über die Identität des ›Gestapo-Chef von Annemasse‹ Meyer haben sich auch nach der Vernehmung weiterer Zeugen durch das LKA nicht ergeben. Der Vorgang ist als abgeschlossen (ausermittelt) anzusehen.“ Möglich erscheint, dass Holtfort der unaufgeklärte Fall, mit dem er selber in den 1970er Jahren als Sachbearbeiter befasst gewesen war, keine Ruhe gelassen hatte.